# Chiastosella enigma
Chiastosella enigma är en mossdjursart som beskrevs av Brown 1954. Chiastosella enigma ingår i släktet Chiastosella och familjen Escharinidae. Inga underarter finns listade i Catalogue of Life.